# Délégation du gouvernement dans la communauté forale de Navarre
La délégation du gouvernement dans la communauté forale de Navarre est un organe du ministère de la Politique territoriale. Le délégué représente le gouvernement de l'Espagne dans la communauté forale de Navarre.

## Structure

### Siège

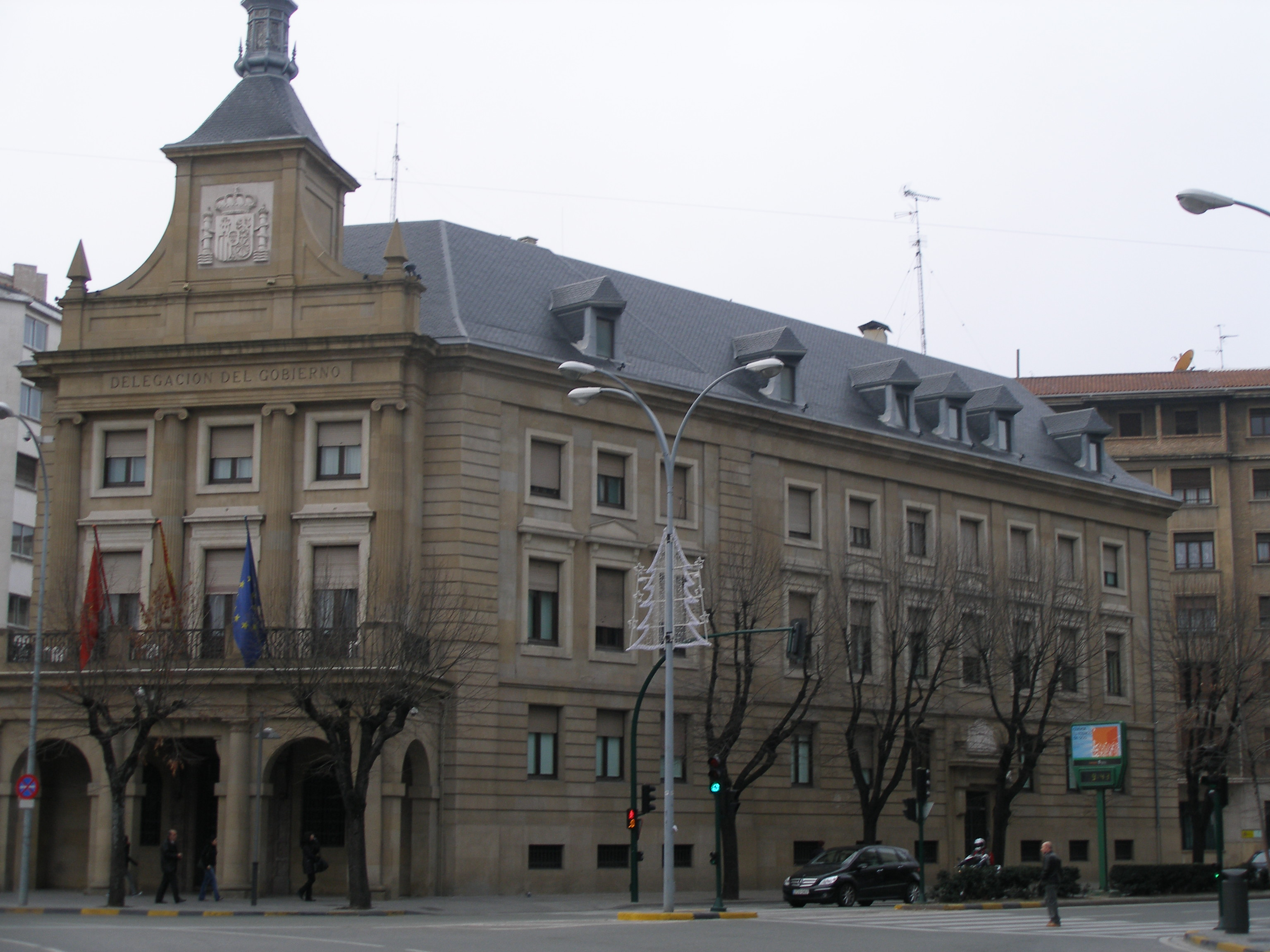
Siège de la délégation du gouvernement à Pampelune.

Le siège de la délégation du gouvernement dans la communauté forale de Navarre se situe sur la place Merindades à Pampelune, la capitale régionale.

## Titulaires
| Délégués | Délégués                            | Dates du mandat | Dates du mandat | Parti |
| -------- | ----------------------------------- | --------------- | --------------- | ----- |
|          | Francisco Javier Ansuátegui Gárate  | 11/09/1982      | 30/12/1982      | UCD   |
|          | Luis Roldán Ibáñez                  | 30/12/1982      | 03/11/1986      | PSOE  |
|          | Jesús García-Villoslada Quintanilla | 08/11/1986      | 28/11/1992      | PSOE  |
|          | Pedro Luis Ruiz de Alegría Rogel    | 07/12/1992      | 26/09/1994      | PSOE  |
|          | César Milano Manso                  | 26/09/1994      | 18/05/1996      | PSOE  |
|          | Francisco Javier Ansuátegui Gárate  | 18/05/1996      | 13/05/2000      | PP    |
|          | José Carlos Iribas Mielgo           | 13/05/2000      | 01/05/2004      | PP    |
|          | Vicente Ripa González               | 01/05/2004      | 01/05/2008      | PSOE  |
|          | Elma Saiz                           | 01/05/2008      | 06/01/2012      | PSOE  |
|          | Carmen Alba Orduna                  | 06/01/2012      | 19/06/2018      | PP    |
|          | José Luis Arasti Pérez              | 19/06/2018      | 30/08/2023      | PSOE  |
|          | Alicia Echeverría Jaime             | 13/12/2023      | En fonction     | PSOE  |